# ويلبر هولاند
ويلبر هولاند (بالإنجليزية: Wilbur Holland)‏ مواليد 8 نوفمبر 1951 في كولومبوس، هو لاعب كرة سلة أمريكي سابق. بدأ مسيرته الاحترافية في سنة 1975. تم اختياره من قبل فريق أتلانتا هوكس خلال الدرافت. يبلغ طوله 6 قدم 0 بوصة (1.8 م). اعتزل اللعب في 1983. أحرز خلال مسيرته في الإن بي إيه 3760 نقطة بمعدل 13.6 نقطة في المباراة الواحدة.

## المسيرة الاحترافية
لعب مع أتلانتا هوكس في موسم 1975–1976، ثم لعب مع شيكاغو بولز من سنة 1976 إلى 1979، ثم لعب مع فيكتوريا يبرتاس بيزارو في الدوري الإيطالي في موسم 1980–1981.

## روابط خارجية
- ويلبر هولاند على موقع إن بي أي (الإنجليزية)
- ويلبر هولاند على موقع سبورتس رفرنس (الإنجليزية)
- ويلبر هولاند على موقع ريلجم (الإنجليزية)
- ويلبر هولاند على موقع بروبوليرز (الإنجليزية)